# Луція Сиракузька
Луція Сиракузька, відома також як Свята Луція (італ. Lucia di Siracusa, лат. Sancta Lucia; 283—304) — римська християнка, свята, мучениця. Страчена, ймовірно, за часів переслідування Діоклетіана у 304 році.

## Житіє
Точні відомості про її життя і смерть відсутні. Згідно з легендарним Житієм V–VI ст вона походила з благородної сім'ї, що жила в Сиракузах (Сицилія). Згідно з видінням св. Агати, вона дала обітницю вічного дівування. Тому її наречений ніби то звинуватив її в приналежності до Християнства і після різних катувань вона була обезголовлена мечем. Історичне існування святої підтверджено виявленням катакомби Луції з її склепом. Над її могилою ще у візантійські часи спорудили восьмикутну церкву (восьмерик) і велику базиліку. Зображалася з шиєю, пронизаною мечем, два ока несучи на блюді (що пов'язане з її ім'ям — «промениста»). Тримаючи масляну лампу в руках. У казані над вогнем. З пальмовою гілкою. Заступниця селян, сліпих дівчат, склярів, кучерів, швачок, нотаріусів, шкільних сторожів, шорників, кравців, писарів, швейцарів, ткачів, тих, що каються. День пам'яті — 13 грудня. Також — Лукія, Лючія.
На честь Луції Сиракузької отримали назву острів і однойменна країна в Карибському морі на архіпелазі Малі Антильські острови — Сент-Люсія.